# Felix Wahnschaffe (Musiker)

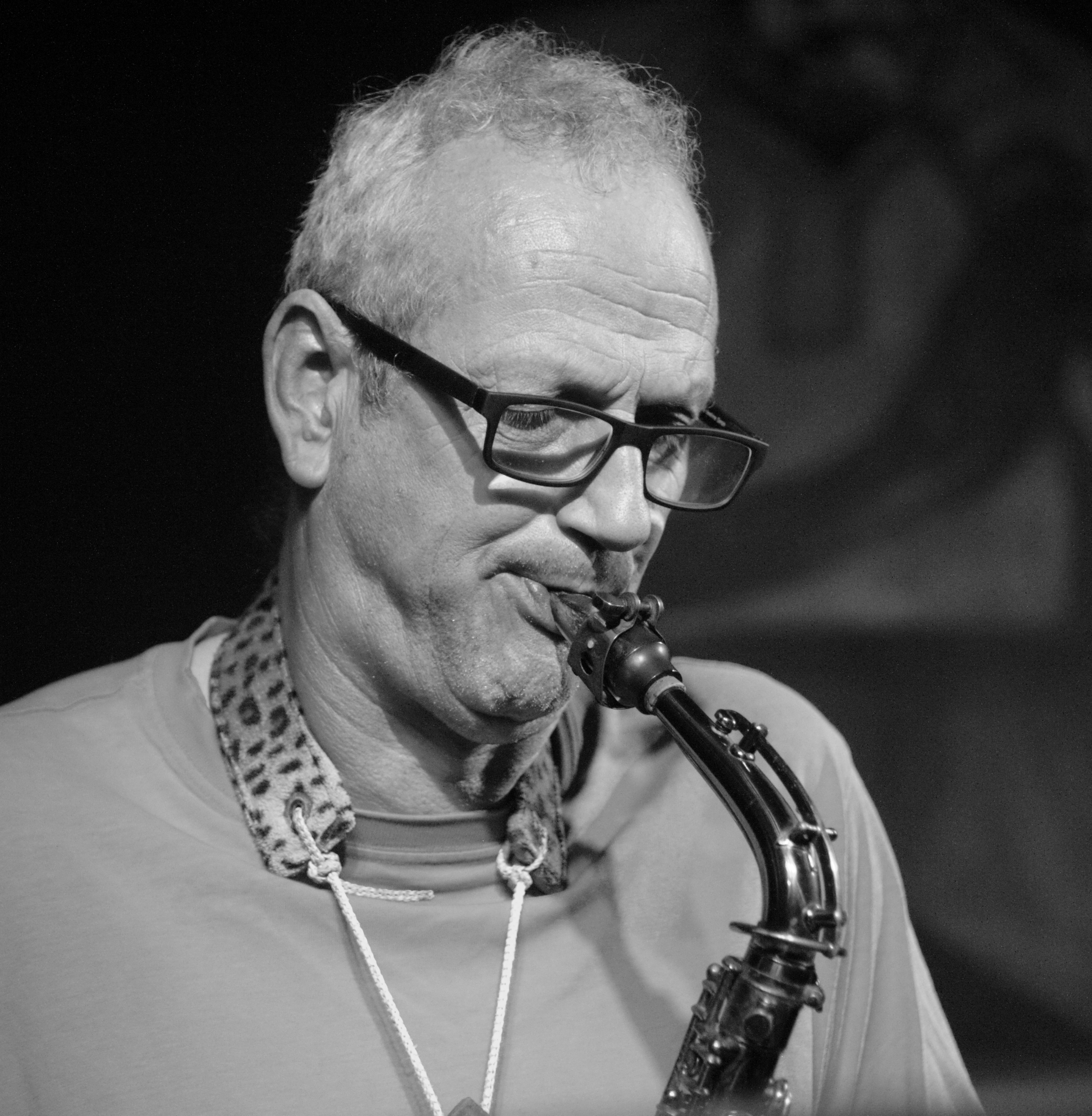
Felix Wahnschaffe mit „Das Rosa Rauschen“ im Jazzinstitut Darmstadt am 27. Dezember 2019

Felix Wahnschaffe (* 14. Dezember 1964 in Bonn) ist ein deutscher Altsaxophonist und Komponist des Creative Jazz. Zeitweilig ist er auch als Felix Wahnshuffle aufgetreten.

## Leben und Wirken
Wahnschaffe absolvierte ein Musikstudium an der Hochschule der Künste Berlin bei David Friedman, Sigi Busch und Dave Liebman. In den Folgejahren arbeitete er u. a. mit Ronnie Burrage, Miroslav Vitouš, Alexander von Schlippenbachs Berlin Contemporary Jazz Orchestra, Aki Takase, John Tchicai, Simon Nabatov, Matthias Schubert, Sam Rivers und Steve Lacy zusammen.
1997 weilte er mit einem Kompositionsstipendium in New York. Er leitete Gruppen unterschiedlicher Stilrichtungen, vom Bebop über den Free Jazz bis zum Modern Creative.
Er leitete diverse Ensembles, für die er auch kammermusikalische zeitgenössische Jazzmusik komponierte. Im Zentrum steht seit 1997 die Band Das Rosa Rauschen, zunächst mit John Schröder an der Gitarre, seit 2010 mit Achim Kaufmann am Piano sowie Oliver Potratz und Eric Schaefer, mit der er bisher drei Alben vorlegte. Auch unterhält er ein Orgeltrio Orgonauten mit Wolfgang Roggenkamp an der Hammond-B3-Orgel und Ray Kaczynski an den Drums. Weiters nahm er mit Association Urbanetique, Twana Rhodes, Florian Ross, Helen Schneider und Geoff Goodman auf.

## Diskographische Hinweise
- Association Urbanetique Don't Look Back (mit Felix Wahnshuffle, Rainer Brennecke, Horst Nonnenmacher, Rainer Robben; Enja 1990)
- Felix Wahnshuffle Trio Blues Against Racism (mit Ed Schuller, Ernst Bier; Enja 1998 bzw. L+R Records 1993)
- Das Rosa Rauschen Im Reich der Tondichtung (mit Felix Wahnschaffe, John Schröder, Jochen Rückert, Dietmar Fuhr; Konnex Records 1998)
- Now & After (mit Hermann Martlreiter, Ed Schuller, John Betsch; Jazztown records 2000).
- Das Rosa Rauschen Schall und Wahn (JazzWerkstatt 2006)

## Lexikalische Einträge
- Jürgen Wölfer: Jazz in Deutschland. Das Lexikon. Alle Musiker und Plattenfirmen von 1920 bis heute. Hannibal, Höfen 2008, ISBN 978-3-85445-274-4.